# 貝萊德文酒店襲擊
東非時間2025年3月11日，索馬里希蘭州貝萊德文市中心的開羅酒店遭到青年黨襲擊，6名武裝分子駕駛載滿炸藥的汽車衝入酒店後引爆炸彈。爆炸發生後，槍手隨即闖入酒店，與安全部隊展開激烈交火。
此次襲擊造成至少21人死亡，包括所有襲擊者及兩名部族長老，另有數十人受傷。由於爆炸破壞嚴重，死亡人數可能會進一步上升。
當時，酒店內正召開會議，多名部族長老及軍方官員正在協調政府軍事行動報告。

## 背景
青年黨是奉行原教旨主義的激進組織，也是基地組織的盟友，過去十多年來一直在索馬里發動叛亂，至今仍控制該國南部及中部部分地區。
開羅酒店是貝萊德文市的重要據點，長期作為部族長老與軍方官員的會晤場所，他們負責協調政府軍對青年黨的軍事行動。

### 索馬里南部及中部戰事
2025年2月20日，青年黨在希爾謝貝利州發動「齋戒月行動」，向索馬里國民軍、非洲聯盟駐索馬里特派團及盟友馬維斯利部落民兵發動攻擊。該組織意圖奪回2022年地面攻勢中失去的戰略據點和補給線，並試圖進一步攻入首都摩加迪沙。
行動首日，青年黨便奪取中謝貝利州、希蘭州及下謝貝利州三地超過15個城鎮及村莊。隨後，州首府喬哈爾被武裝分子包圍，中謝貝利州總統阿里·阿卜杜拉希·侯賽因倉促逃離，反對派媒體將此情景比作阿富汗總統阿什拉夫·加尼在塔利班攻陷喀布爾時的出逃。
2025年3月7日，美國駐索馬里大使館發出警報，指青年黨可能發動新一輪軍事行動，尤其是亞丁·阿德國際機場，導致多國緊急取消飛往亞丁·阿德國際機場的航班。安全警告發佈後，土耳其航空及卡塔爾航空立即暫停所有飛往摩加迪沙的航班。美國大使館亦限制人員流動，並提醒武裝組織仍在策劃綁架、爆炸及其他恐怖活動。

## 襲擊
當地時間2025年3月11日早上約7時，青年黨6名武裝分子襲擊開羅酒店。當時，多名政治人物、安全官員及部族長老正於酒店內商討軍事行動，以打擊該組織於索馬里中南部的勢力。
襲擊由汽車炸彈爆炸揭開序幕，隨後槍手衝入酒店內部展開槍戰。初步報導指，至少5人喪生，另有5人受傷，但後續報導顯示死亡人數已上升至15名平民以上。「青年黨」聲稱襲擊共造成20人死亡，其中包括政府官員及親政府部族民兵領袖。
索馬里安全部隊隨後封鎖酒店，並獲駐紮當地，隸屬非洲聯盟駐索馬里特派團的吉布提及埃塞俄比亞部隊提供支援。事件最終導致15名平民罹難，當局預計死亡人數或進一步上升。經過24小時對峙，所有6名青年黨武裝分子被擊斃。襲擊期間，酒店遭受嚴重破壞，濃煙與大火進一步加劇損毀。

## 後續
索馬里軍方隨後發動空襲，擊斃至少50名青年黨武裝分子，其中包括該組織負責戰鬥車輛協調的高級指揮官曼蘇爾·蒂瑪·韋恩。

## 反應
前總統謝里夫·艾哈邁德、穆罕默德·阿卜杜拉·穆罕默德透過社交媒體譴責襲擊，並向遇難者家屬表達哀悼。索馬里衛生部部長阿里·哈吉·亞當亦發表聲明，對事件表達關切。
土耳其駐索馬里大使阿爾珀·阿克塔發表聲明，向受害者表達同情與聲援。
與此同時，國內政局亦因襲擊事件陷入動盪。超過100名索馬里聯邦議會議員要求總統哈桑·謝赫·馬哈茂德引咎辭職，指控其無力應對國內惡化的安全局勢及治理危機。